# Andreas M. Rauch
Andreas Martin Rauch (* 5. Mai 1961 in München) ist ein deutscher Politikwissenschaftler und Theologe. Rauch ist ein Enkel des Politikers Alfred Rauch und des Bankiers Hermann Herold sowie ein Großneffe des Politikers Friedrich Degeler.

## Leben
Rauch zog mit seiner Familie 1967 von Starnberg bei München nach Bonn, wo sein Vater im Bundesministerium der Verteidigung arbeitete. Nach dem Abitur 1981 am Städtischen Gymnasium Bonn-Röttgen war er 1981/82 Studium-generale-Stipendiat am Leibniz-Kolleg in Tübingen und studierte von 1982 bis 1988 im Doktoratsstudium Politische Wissenschaft, Geschichte und im Diplomstudiengang Katholische Theologie an der Rheinischen Friedrich-Wilhelms-Universität Bonn. 1988 wurde er an den Lehrstühlen von Karl Dietrich Bracher und Franz Böckle an der Philosophischen Fakultät mit der Dissertation Katholische Kirche und Europäische Einigung. Grundlagen, Entwicklungen und Probleme des katholischen Beitrages für ein geeintes Europa 1946–1986 zum Dr. phil. promoviert und legte die kirchliche Prüfungen für das Ständige Diakonat ab.
Von 1989 bis 1991 war er Stipendiat in Brüssel (Belgien) und Pretoria (Südafrika); er hatte einen Werkvertrag zur europäischen Sicherheitspolitik mit dem Bundesministerium der Verteidigung. 1991 war er Projektevaluierer für die Vereinten Nationen in Afghanistan. Von 1991 bis 1993 war er Projektmitarbeiter bzw. Leiter des Ludwig-Erhard-Archivs der Ludwig-Erhard-Stiftung in Bonn. Von 1993 bis 1999 war er Wahl- und Demokratiebeobachter für das Auswärtige Amt (AA) in Bosnien-Herzegowina, Brasilien, Haiti, Kosovo, Südafrika, Togo und Zimbabwe, zuletzt als deutscher Diplomat bei der OSZE. Von 1994 bis 1999 bekleidete er eine außerplanmäßige Professur an der christlichen Universität Potchefstroom in Südafrika.
1994/95 war er Grundsatzreferent und Redenschreiber von Carl-Dieter Spranger (CSU) im Bundesministerium für wirtschaftliche Zusammenarbeit und Entwicklung. Danach nahm er verschiedene Verlags- und Werkverträge an. 1998 war er Pressereferent der Kreditanstalt für Wiederaufbau und 1999 wurde er wissenschaftlicher Mitarbeiter der CDU-Bundestagsabgeordneten Christa Reichard in Dresden. 2000/01 war er für das AA wissenschaftlicher Mitarbeiter der Deutschen Gesellschaft für die Vereinten Nationen. 2002 war er Referent der Gesellschaft zur Förderung des Nord-Süd-Dialogs der Deutschen Kommission „Iustitia et Pax“ bei der Deutschen Bischofskonferenz. 2003/04 war er wissenschaftlicher Mitarbeiter am Sozialwissenschaftlichen Institut der Bundeswehr in Strausberg. Es folgten publizistische Honorarverträge mit der Bundeswehr. 2015/16 war er Lehrkraft für besondere Aufgaben am Institut für Politische Wissenschaft in Nürnberg.
Politikwissenschaftliche Lehraufträge nahm er 2003-2019 an den Universitäten in Bonn, Köln, Duisburg-Essen und in Erlangen wahr. Von 2014 bis 2019 war er Mitglied des NRW-Landesprüfungsausschusses für das 1. Staatsexamen an Schulen im Fach "Sozialwissenschaften" sowie 2015–2017 Mitglied im Prüfungsamt für Schulen im Fach "Sozialkunde" beim Bayerischen Staatsministerium für Unterricht und Kultus. Seit Oktober 2019 ist er Lehrbeauftragter am Seminar für Christliche Gesellschaftslehre und Pastoralsoziologie der Katholisch-Theologischen Fakultät der Universität Bonn. Seit August 2006 ist er in Nordrhein-Westfalen als Politik-, Sozialwissenschafts- und Religionslehrer sowie seit August 2010 in der Schulpastoral im Erzbistum Köln tätig.
Er ist Mitglied u. a. der Görres-Gesellschaft und des Deutschen Vereins vom Heiligen Lande.
Andreas M. Rauch ist Autor der Zeitschrift Europäische Sicherheit & Technik, der Zeitschrift für Innere Führung, des Magazins Die Neue Ordnung und des Magazins Welt-Sichten.

## Schriften (Auswahl)
- (Hrsg.): Europäische Friedenssicherung im Umbruch. Verlag für Wehrwissenschaften, München 1991, ISBN 3-8219-0028-8.
- Der Heilige Stuhl und die Europäische Union. Nomos, Baden-Baden 1995, ISBN 3-7890-3771-0.
- Bernd Eichinger und seine Filme. Mit einem Vorwort von Rolf Bähr, Haag und Herchen, Frankfurt am Main 2000, ISBN 3-89846-027-4.
- Auslandseinsätze der Bundeswehr. Nomos, Baden-Baden 2006, ISBN 3-8329-1599-0.
- Ein Offizier gegen Hitler. Oberleutnant Dr. Randolph von Breidbach-Bürresheim (1912–1945). Nomos, Baden-Baden 2007, ISBN 978-3-8329-2643-4.[2]